# IYiYi
«iYiYi» — дебютний сингл з австралійського співака Коді Сімпсона. Це провідний сингл з дебютного альбому Сімпсона 4 U за участі американського репера Flo Rida і американського продюсера DJ Frank E, який не вказаний як виконавець сингла. Всі троє співаків написали пісню в співавторстві з Колбі Одонісом та Bei Maejor, з подальшим продюсуванням DJ Frank E. Сингл видано в цифровому вигляді в світі 1 червня 2010 року.
Це одна з пісень, використаних в інтерактивній рольовій пригодницькій відеогрі The Sims 3.

## Видання
iYiYi було видано в цифровому форматі в усьому світі 1 червня 2010 року, за участі Flo Rida.

## Виступи
Сімпсон презентував публіці цю пісню на премії Nickelodeon Australian Kids' Choice Awards 2010 як заключний виступ.

## Популярність
iYiYi з'являлася протягом 19 тижнів в 3-х різних чартах. Пісня вперше з'явилася на 24 тижні 2010 року в австралійському чарті Australia Singles Top 50 і востаннє на 13 тижні 2011 року в канадському чарті Canada Singles Top 100. Найвище сингл підіймався до 19-ї позиції в Australia Singles Top 50, і залишався там протягом 2 тижнів. Як тільки iYiYi потрапила в Australia Singles Top 50, пісня посіла 25-ту позицію.

## Музичне відео
Музичне відео на пісню «iYiYi» було видане 30 червня 2010 року. Його було знято в рідному місті Сімпсона Голд-Кості, штат Квінсленд, Австралія. Він містить маленьку появу Г'ю Джекмена, через що музичне відео було видалене або приховане з публічного доступу в серпні 2014 року.

## Формати і трек-листи
Deluxe single
1. «iYiYi» (за участі Flo Rida)
2. «iYiYi» (акустична версія)
3. «Summertime»

## Чарти
| Чарт (2010)                                    | Найвища позиція |
| ---------------------------------------------- | --------------- |
| Австралія (ARIA)                               | 19              |
| Нова Зеландія (RIANZ)                          | 29              |
| США Bubbling Under Hot 100 Singles (Billboard) | 12              |

| Чарт (2011)                 | Найвища позиція |
| --------------------------- | --------------- |
| Бельгія (Ultratip Flanders) | 33              |
| Канада (Canadian Hot 100)   | 73              |

## Історія випуску
| Країна                  | Дата           | Формат               | Лейбл            |
| ----------------------- | -------------- | -------------------- | ---------------- |
| Австралія               | 1 червня 2010  | Цифрове завантаження | Atlantic Records |
| Нова Зеландія           | 1 червня 2010  | Цифрове завантаження | Atlantic Records |
| Сполучені Штати Америки | 1 червня 2010  | Цифрове завантаження | Atlantic Records |
| Німеччина               | 29 квітня 2011 | CD-сингл             | Atlantic Records |